# McLaren F1 LM
McLaren F1 LM – supersamochód segmentu F produkowany przez brytyjską markę McLaren w latach 1996 - 1998.

## Historia i opis modelu

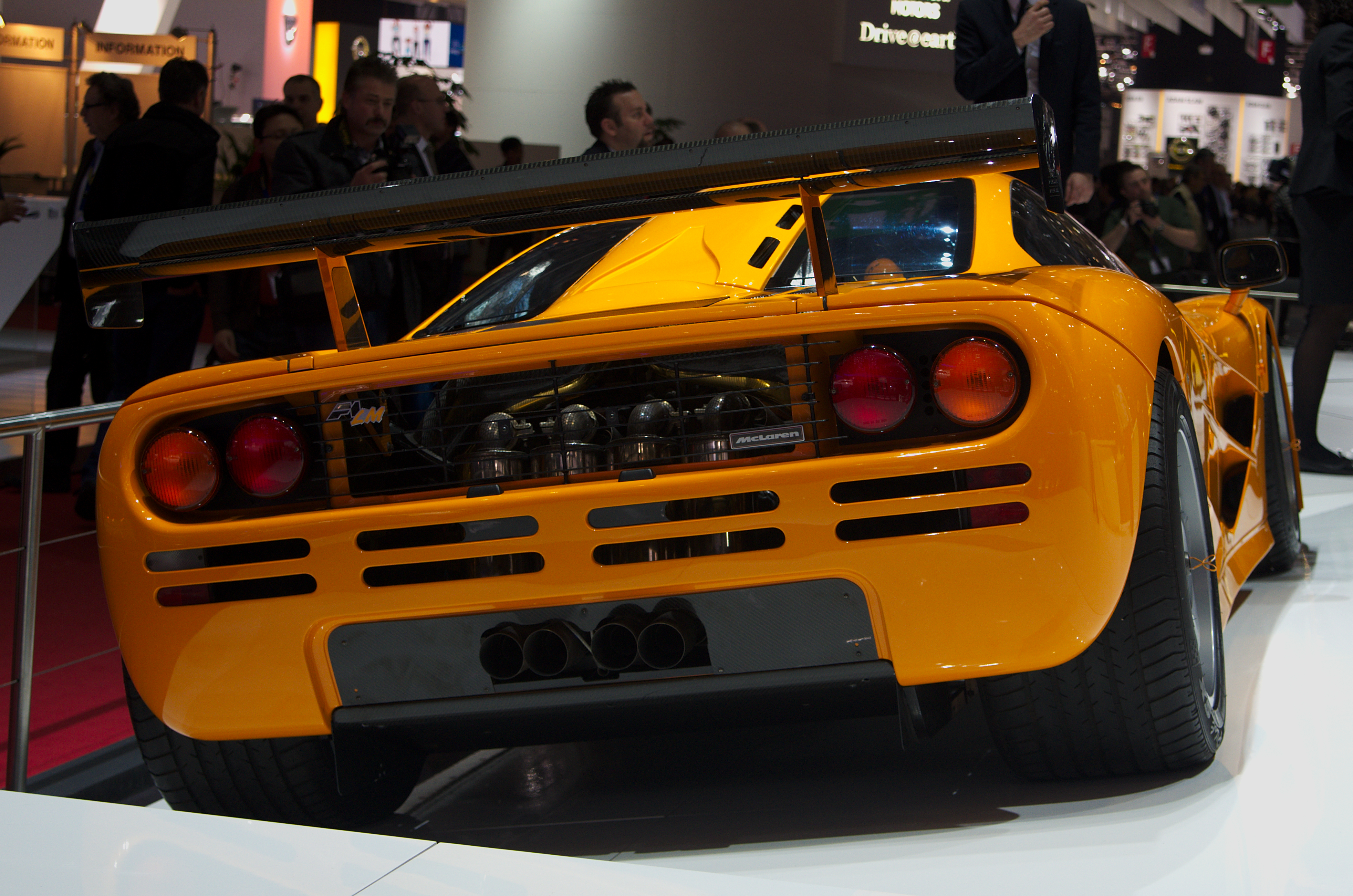
McLaren F1 LM - tył

Pojazd został wyprodukowany w hołdzie wygranego w 1995 roku wyścigu Le Mans, bazuje na modelu McLaren F1 GTR. To najdroższa wersja szosowego McLarena. Wyprodukowano ją tylko w 5 egzemplarzach, jest pozbawiona wygłuszeń i klimatyzacji.

### Dane Techniczne
| Marka i model                       | McLaren F1 LM |
| ----------------------------------- | --- |
| Lata produkcji:                     | 1995–1998 |
| Liczba egzemplarzy:                 | 5 sztuk |
| Typ silnika:                        | ( BMW M-Power S70/2 – DOHC 48-zaworowy ) 4 katalizatory, układ wydechowy wykonany w całości z tytanu.                            |
| Silnik:                             | (V12, 60° wolnossący, 4 zawory na cylinder)                                                                                      |
| Pojemność skok cm³                  | 6064 cm³ (6,1 litra) |
| Średnica cylindra x skok tłoka (mm) | 86 x 87,0 mm |
| Moc maks. kW (KM):                  | 500 kW (680 KM) przy 7800 obr./min                                                                                               |
| Maks. prędkość obr. silnika:        | 8500 obr./min |
| Moc z 1 litra cm³ (KM):             | 110,1 KM |
| Max. moment obrotowy:               | 705 Nm przy 4500 obr./min |
| Stopień sprężania:                  | 10,5 : 1 |
| Przełożenia / skrzynia biegów:      | 6-biegowa manualna, napęd na tylną oś 1 - 3.23:1, 2 - 2.19:1, 3 - 1.71:1, 4 - 1.39:1, 5 - 1.16:1, 6 - 0.93:1, wsteczny - 2.37:1. |
| Układ hamulcowy:                    | Aluminiowe tarcze, firmy Brembo Średnica tarcz – (Przód: Ø 332 mm / Tył: Ø 305 mm)                                               |
| Karoseria / Nadwozie:               | Karoseria w całości wykonana z kevlaru                                                                                           |
| Rozstaw osi:                        | 2718 mm |
| Opony:                              | Felgi – z Magnezu firmy Speedline Opony – (Michelin MXX3 - przód: 275 x 35 ZR18 / tył: 345 x 35 ZR18)                            |
| Miary D x S x W (mm):               | 4,365 x 1820 x 1120 mm |
| Zbiornik paliwa:                    | 90 l |
| Masa własna:                        | 1062 kg |
| Przyśpieszenie 0–80 km/h:           | 2,3 s |
| Przyśpieszenie 0–100 km/h:          | 2,8 s |
| Przyśpieszenie 0–160 km/h:          | 5,9 s |
| Przyśpieszenie 0–200 km/h:          | 9,1 s |
| Przyśpieszenie 0–240 km/h:          | 12,0 s |
| Droga hamowania 100–0 km/h:         | 37,5 m |